# Dinamo Ałmaty
Dinamo Ałmaty (kaz. Динамо Алматы Футбол Клубы) – kazachski klub piłkarski z siedzibą w mieście Ałmaty.

## Historia
Klub piłkarski Dinamo Ałma-Ata został założony przy Towarzystwie Sportowym Dinamo w 1936 roku. W 1936 roku zespół zdobył Puchar Kazachskiej SRR, a w 1937 Mistrzostwo Kazachskiej SRR. W tym samym 1937 roku odbył się pierwszy występ kazachskiego klubu w Mistrzostwach ZSRR. Dynamo debiutowało w Grupie D, miasta Wschodu, zajmując końcowe trzecie miejsce. W 1946 zespół startował w Trzeciej Grupie, strefie środkowoazjatyckiej, awansując do Wtoroj Grupy, strefy środkowoazjatyckiej, w której występował do 1953. 15 czerwca 1954 roku zespół został przekazany pod jurysdykcję Zarządu kolei w Ałma-Acie (Towarzystwo Sportowe Lokomotyw) i otrzymał nazwę Lokomotyw (Ałma-Ata) - w 1956 przyjął nazwę Kajrat. Po przejściu do innej organizacji klub przestał istnieć.
W 1993 roku po uzyskaniu przez Kazachstan niepodległości klub został reaktywowany jako Dinamo Ałma-Ata. W tym że 1993 roku zespół debiutował w Wysszej Lidze, ale zajął spadkowe 18. miejsce i został rozwiązany.

## Sukcesy
- Wtoraja Grupa ZSRR, strefa środkowoazjatycka: wicemistrz (1947, 1948)
- Puchar ZSRR: ćwierćfinalista (1945)
- Mistrzostwo Kazachskiej SRR: mistrz (1937, 1938, 1946, 1949, 1954, 1955)
- Puchar Kazachskiej SRR: zdobywca (1936, 1938, 1939, 1940, 1954)
- Priemjer-Liga: 18. miejsce (1993)
- Puchar Kazachstanu: 1/2 finału (1993)